# Saor
Saor (МФА: [s̪ɯːɾ], в переводе с гэльск. — «свободный») — музыкальный проект из Шотландии, основанный в 2012 году под названием Àrsaidh. Музыкальный стиль Saor можно охарактеризовать как атмосферный блэк-метал, испытавший сильное влияние фолк-метала.
Saor состоит из единственного постоянного участника — её основателя Энди Маршалла и сессионных музыкантов, участвующих непосредственно в записи альбомов или выступающих на сцене вместе как группа.

## История

### Предыстория и основание проекта (2012)
Проект был основан в 2012 году под названием Àrsaidh (с гэльск. — «древний») Энди Маршаллом, бывшим вокалистом и гитаристом шотландской группы Falloch. До этого у него уже был опыт одиночного участия в своём музыкальном фолк-/блэк-метал проекте Askival, просуществовавшем с 2006 по 2009 год, после чего Энди потерял к нему интерес.

### Rootsи смена названия,Aura(2013—2014)
В 2013 году под названием Àrsaidh проект выпустил свой дебютный альбом — Roots. Уже на этом альбоме формируется характерный для будущего Saor стиль — помимо привычных для жанра электронных гитар в песнях можно услышать и акустические, а также такие инструменты, как фортепиано, флейты и всевозможные смычковые, звучащие как вместе, так и по отдельности. Вокал в композициях альбома отходит на последний план — он появляется эпизодически и звучит приглушённо, как будто бы издалека.
В этом же году было принято решение сменить изначальное название проекта на Saor. Позднее, зимой 2015 года под этим названием был переиздан дебютный альбом группы.
Уже в следующем 2014 году вышел новый альбом Saor — Aura. Предпоследняя композиция альбома, «Farewell», была написана на стихотворение шотландского поэта Роберта Бёрнса «My Heart's in the Highlands» (рус. «В горах моё сердце»). Aura был крайне высоко оценён музыкальным интернет-порталом metal1.info, получив 9/10 баллов. Несмотря на положительные оценки, позже, уже после выпуска следующего альбома, Энди отметил достаточно низкое качество звукозаписи на альбоме и высказал желание в будущем его переиздать, что и было сделано шесть лет позднее.

### Guardians,Forgotten Paths(2015—2019)
В 2016 году у Saor вышел альбом под названием Guardians. Основной чертой, выделяющей альбом на фоне предыдущих, стала его заметная «симфоничность» — большое внимание в музыке было отдано смычковым и народным инструментам; это отмечает и сам Энди, отдельно выделяя особо удачное звучание волынок, и журналисты интернет-изданий. Альбом был положительно воспринят тематической прессой; отдельно музыкальные критики отмечают и такие черты Guardians, как вложенные в него особую атмосферность и эмоциональность. В записи альбома приняла участие бывшая скрипачка фолк-метал группы Eluveitie Мери Тадич. По сравнению с предыдущими двумя альбомами на Guardians стало заметно лучше и качество звучания — сам Энди объяснял это большим объёмом работы над сведением и мастерингом альбома.
В 2019 году, 15 февраля Saor выпустила новый альбом Forgotten Paths, а также свой первый видеоклип на композицию «Bròn». В этой же песне впервые за историю Saor можно услышать женский вокал — припев в ней исполнила приглашённая вокалистка Софи Роджерс. Помимо других приглашённых музыкантов, в записи альбома принял участие Neige из французской блэкгейз-группы Alcest. Всего работа над альбомом заняла два года.
По словам Энди, концепция альбома построена на трёх стихотворениях шотландских авторов: «To Exiles» (англ. «Изгнанникам») и «Nettles» (англ. «Крапива») Нила Манро и «Mountain Twilight» (англ. «Сумерки в горах») Уильяма Рентона.
Он отметил большой прогресс нового альбома в плане звучания по сравнению с предыдущими релизами и посчитал три композиции Forgotten Paths своими лучшими работами на сегодняшний день.

### Originsи концертный тур (2020 — настоящее время)
Осенью 2020 года в лучшем качестве был переиздан альбом Aura; в новую версию альбома также были включены два бонус-трека: «Tombs» и ранее не изданный демо-трек «Ashes». Затем, в январе 2021 года был переиздан альбом Guardians, включивший в себя другой демо-трек «Dawn of Heroes». Оба альбома были переизданы как в физическом, так и в цифровом форматах.
В конце октября 2021 года Saor анонсировали выход нового альбома, запланированный на 2022 год. В феврале следующего, 2022 года группа объявила о своём участии в грядущем европейском туре группы Gaahls Wyrd, запланированном на октябрь, в качестве специального гостя совместно с Gaerea.
В апреле стало известно о названии и дате выхода нового альбома Origins — 24 июня 2022 года; 26 апреля ему предшествовали выход одноимённого сингла и видеоклипа.
По словам Энди, большое влияние в Origins будет уделено гитарам; в плане вокала привычный для него гроул сменит более характерный для блэк-метала скриминг, а сам альбом по звучанию должен стать самой «тяжёлой» из всех предыдущих работ Saor. Тематически новый релиз автор планирует посвятить древнему населению Шотландии — пиктам.
24 мая 2022 года Saor выпустили клип на песню с грядущего альбома под названием «Beyond the Wall». Режиссёром выступил Гильерме Энрикес. Альбом вышел ровно месяц спустя, 24 июня.

## Стиль
Saor уделяет большое внимание атмосферности звучания; для этого в музыке проекта используются эффекты реверберации и наложенного эха (дилея), и чередование «тяжёлого» звука, характерного для блэк-метала, с эмбиент-вставками. Атмосфере близости к природе, по мнению Энди Маршалла, способствует добавление традиционных музыкальных инструментов: акустических гитар, а также волынки, вистла и народной скрипки (англ. fiddle), характерных для кельтской музыки. В целом, он старается использовать настолько меньше цифрового звука при создании музыки, насколько это возможно.
Одной из особенностей композиций Saor является высокая длительность — большая их часть длится дольше 10 минут.

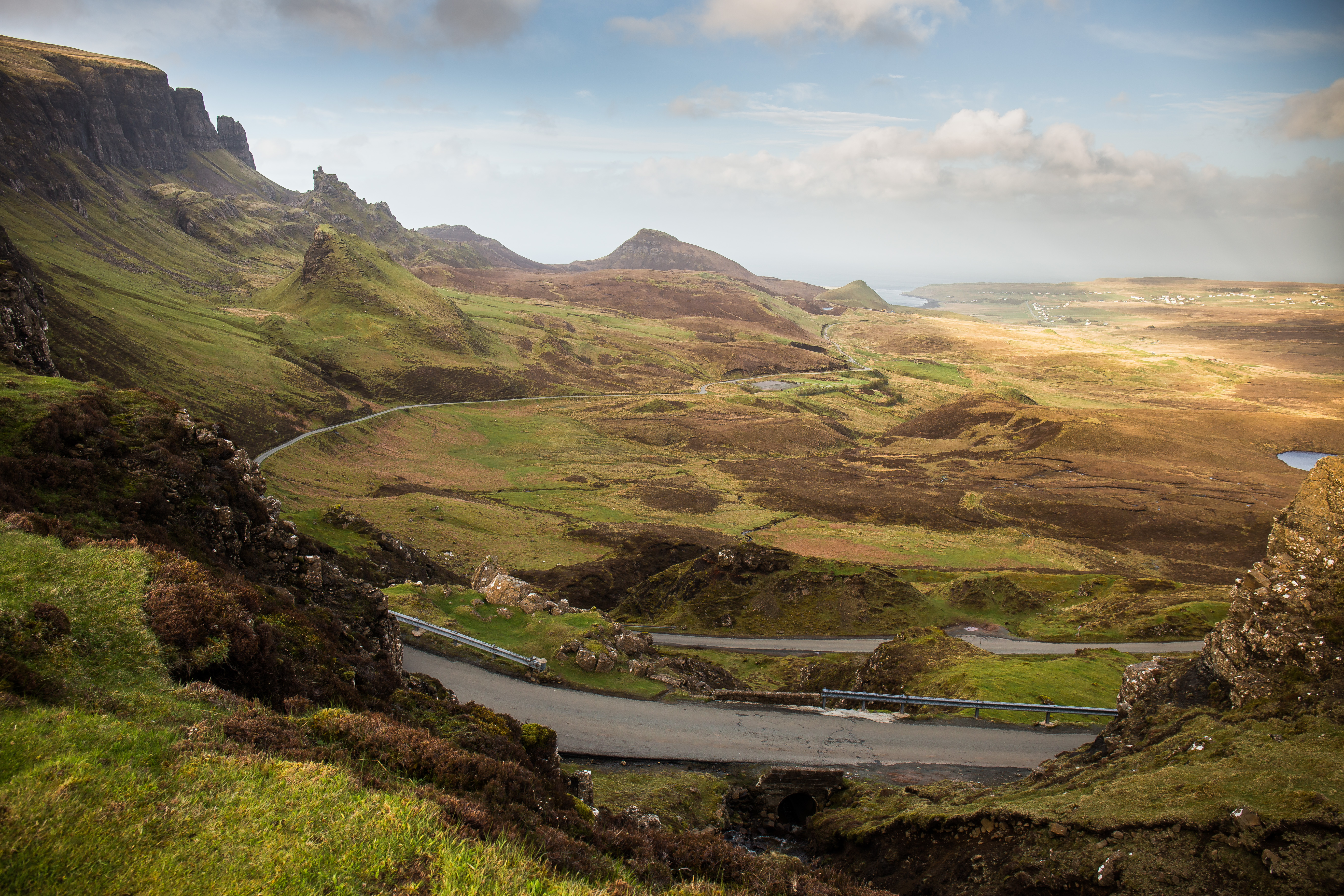
Пейзаж острова Скай

По словам Маршалла, вдохновение для написания песен он часто черпает из своих прогулок на природе. Процесс создания новой песни начинается с гитарной мелодии или риффа, а уже позже основа композиции обрастает партиями других инструментов. Особенно он любит проводить время в семейном коттедже на севере острова Скай, что на западе Шотландии. Его привлекает тишина и красота местных пейзажей; пребывание там помогает Энди развеяться и набраться творческого вдохновения.
Тематика текстов песен Saor тесно связана с родиной своего основателя — Шотландией; в них находят своё отражение историческое наследие страны (в особенности Маршалла привлекает история пиктов и период Тёмных веков), красота её природы и эмоции самого автора песен. Маршалл также признавался, что написание песен является его слабой стороной и предпочитает использовать в своих текстах поэзию; часто в песнях Saor встречаются отрывки из стихотворений шотландских авторов. Сам он часто называет Saor «каледонским металом» (англ. Caledonian metal), подразумевая неразрывную связь своего музыкального творчества с кельтско-шотландской тематикой.

## Дискография

### Полноформатные альбомы
- Roots (2013)
- Aura (2014)
- Guardians (2016)
- Forgotten Paths (2019)
- Origins (2022)
- Amids the Ruins (2025)

Переиздания
- Aura (Remastered) (2020)
- Guardians (Remixed & Remastered) (2021)

### Синглы
- Unplugged in Belgium (2019)
- «Aura» (Remastered) (2020)
- «Hearth» (Remixed & Remastered) (2020)
- «Origins» (2022)
- «Beyond the Wall» (2022)

### Сборники
- Roots / Aura (2015)
- Cassette Collection (2020)

## Состав

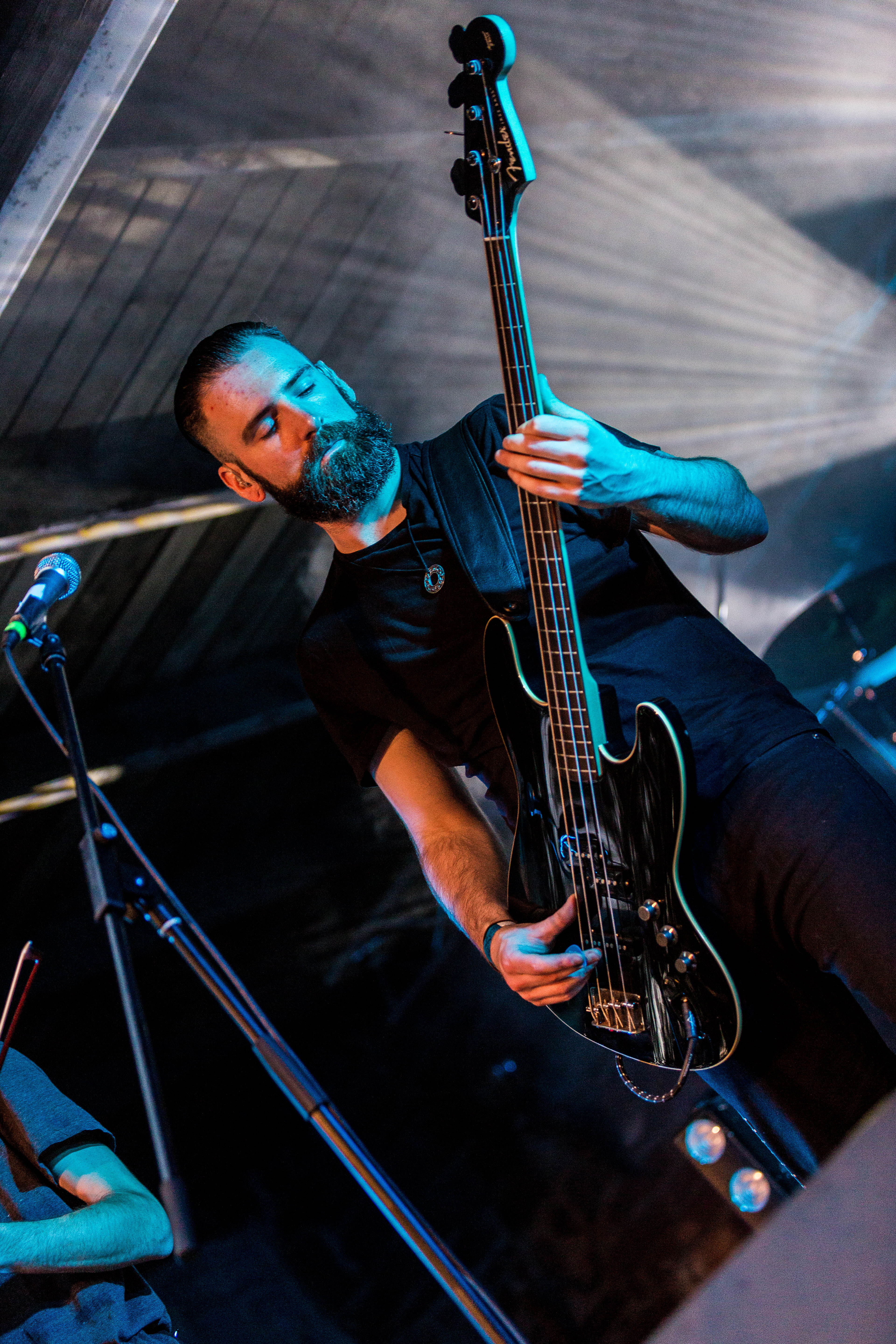
Энди Маршалл, 2019 год

### Текущий состав
- Энди Маршалл — все инструменты, вокал, тексты песен и музыка (2013 — настоящее время)

### Сессионные музыканты
- Брайан Гамильтон — ударные (2014 — н. в.)
- Рене МакДональд Хилл — гитары (2015 — н. в.)
- Ламберт Сегура — скрипка (2016 — н. в.)
- Паоло Бруно — гитары (2018 — н. в.)
- Мартин Ренни — гитары (2020 — н. в.)

#### Бывшие сессионные участники
- Мартин Моффат — гитары (2015—2016)
- Тони Данн — гитары (2016—2018)
- Софи Роджерс — вокал (2019)